# گندوز (رزن)
گندوز، روستایی در دهستان قینرجه بخش بغراطی شهرستان رزن در استان همدان ایران است.

## جمعیت
بر پایه سرشماری عمومی نفوس و مسکن در سال ۱۳۹۵، جمعیت این روستا برابر با ۱٬۳۳۴ نفر (۳۳۲ خانوار) بوده‌است.